# Queensboro Bridge
Die Queensboro Bridge, seit April 2011 offiziell Ed Koch Queensboro Bridge, umgangssprachlich 59th Street Bridge genannt, ist eine zweistöckige Straßenbrücke über den East River in New York City. Sie verbindet die Upper East Side zwischen der 59. Straße und der 60. Straße im Stadtbezirk Manhattan mit dem Queens Boulevard in Long Island City im Stadtbezirk Queens. Dabei überquert sie Roosevelt Island.

## Beschreibung
Die Queensboro Bridge ist eine der wenigen Auslegerbrücken, deren Kragarme ohne Einfügung eines Einhängeträgers unmittelbar durch Gelenke verbunden sind. Sie ist deshalb keine Gerberträgerbrücke. Ihr Tragwerk ist eine stählerne Fachwerkkonstruktion. Da ihre Obergurte aus zahlreichen parallelen Augenstäben bestehen, die eine durchhängende Kurve beschreiben, wird sie fälschlicherweise oft für eine Kettenbrücke gehalten.
Die Queensboro Bridge ist 1135 m lang, inklusive der Anfahrtsrampen sind es 2470,5 m. Die Brücke hat fünf Öffnungen: eine Seitenöffnung in Manhattan, eine Hauptöffnung über dem Arm des East River zwischen Manhattan und Roosevelt Island, eine Öffnung über Roosevelt Island, eine Öffnung über dem östlichen Arm des East River und eine Seitenöffnung in Queens. Die entsprechenden Stützweiten sind 143 + 360 + 192 + 300 + 140 m. Sie ist 106,7 m hoch und 30 m breit. Ihre lichte Höhe beträgt 39,6 m (130 ft) über MHW und ist damit geringfügig niedriger als die 41 m (135 ft) der Brooklyn Bridge und vieler anderer Brücken am East River.

## Geschichte
Die Brücke wurde von Gustav Lindenthal, dem ersten Commissioner des Department of Bridges, unter Mitwirkung von Leffert L. Buck entworfen und von Henry Hornbostel architektonisch gestaltet. Die Bauarbeiten begannen am 19. Juli 1901. Der Stahlbau begann auf der Insel Blackwell’s Island, wo man den 192 m langen Brückenträger auf einem Gerüst montierte. Anschließend wurden die Kragarme über die beiden Arme des East River im Freivorbau erstellt, wodurch der Träger über der Insel soweit angehoben wurde, dass das Gerüst entfernt und für den Bau der beiden Ausleger über den Ufern verwendet werden konnte. Schließlich wurden die beiden von den Ufern aus über den East River ragenden Arme gebaut und durch Gelenke mit den beiden anfangs gebauten Kragarmen verbunden.
Die Bauarbeiten wurden von Arbeitskämpfen, Auseinandersetzungen um das Design und einen Skandal über zu viel in Rechnung gestellten Stahl begleitet. 50 Menschen kamen bei dem Bau ums Leben.
Die Brücke wurde am 30. März 1909 für den Verkehr freigegeben. Ihre Kosten betrugen 20 Millionen US-Dollar (nach heutigem Wert ca. 762 Millionen US-Dollar).
Die Brücke wurde 2009 von der American Society of Civil Engineers in die List of Historic Civil Engineering Landmarks aufgenommen.
In Queens sind das 1939 nördlich der Brücke gebaute Quartier Queensbridge Houses und der Queensbridge Park nach ihr benannt.

### Namensgebung
Der ursprünglich geplante Name der Brücke lautete Blackwell’s Island Bridge. Immobilieneigentümer und Bürgerinitiativen wandten sich gegen diesen Namen. Die gleichnamige Insel war im 19. und bis zur ersten Hälfte des 20. Jahrhunderts von der Nutzung mit Krankenhäusern, Pflegeheimen, Straf- und Verwahranstalten wie beispielsweise dem New York City Lunatic Asylum und dem Smallpox Hospital geprägt. Die Brücke erhielt stattdessen den Namen Queensboro Bridge, im Sinne von „Brücke in den Stadtbezirk (Borough, verschliffen zu Boro) Queens“. 2011 wurde sie zu Ehren von Ed Koch, dem früheren Bürgermeister von New York, benannt. Die Insel Blackwell’s Island bekam 1921 den Namen Welfare Island und 1973 den Namen Roosevelt Island.

Ansichten der Queensboro Bridge
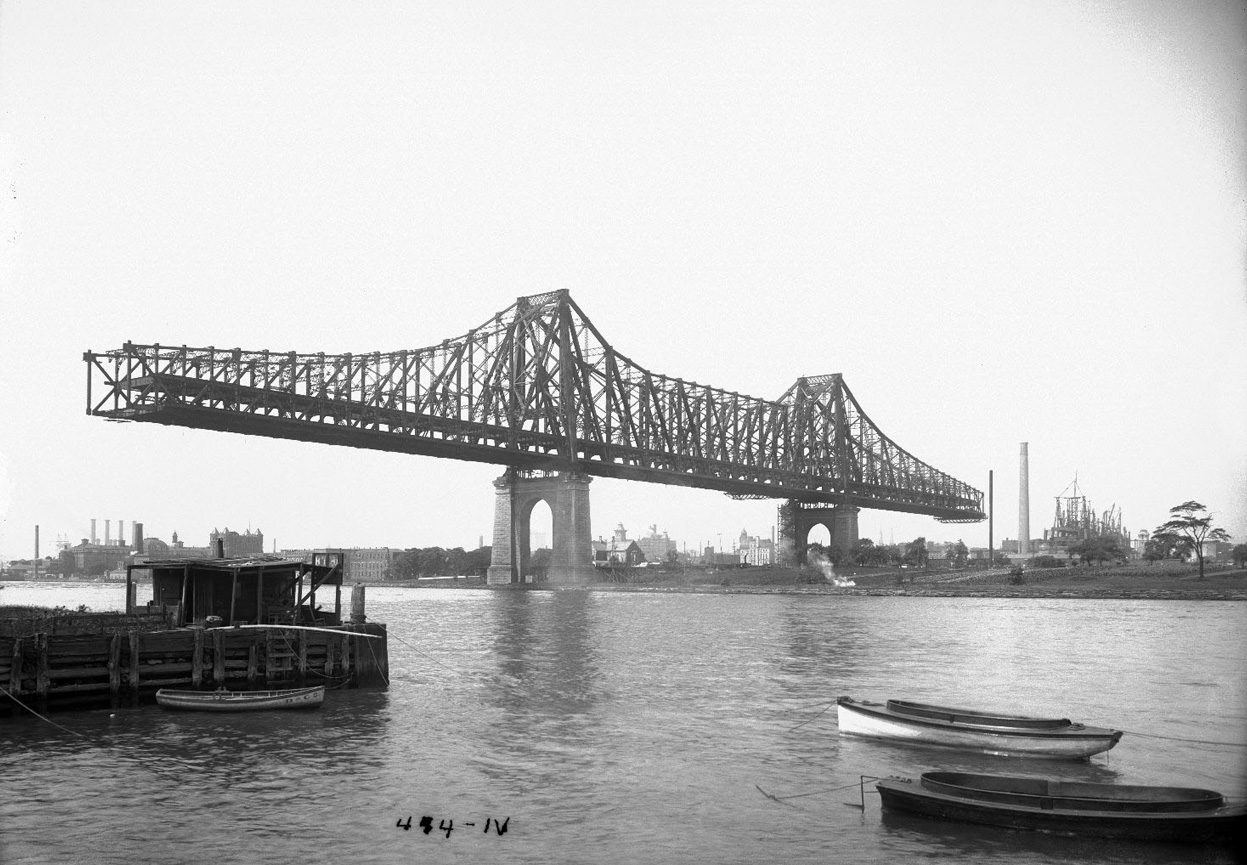
In Bau über Blackwell’s Island am East-River-Ostarm, gesehen 1907 aus heutigem Queensbridge Park
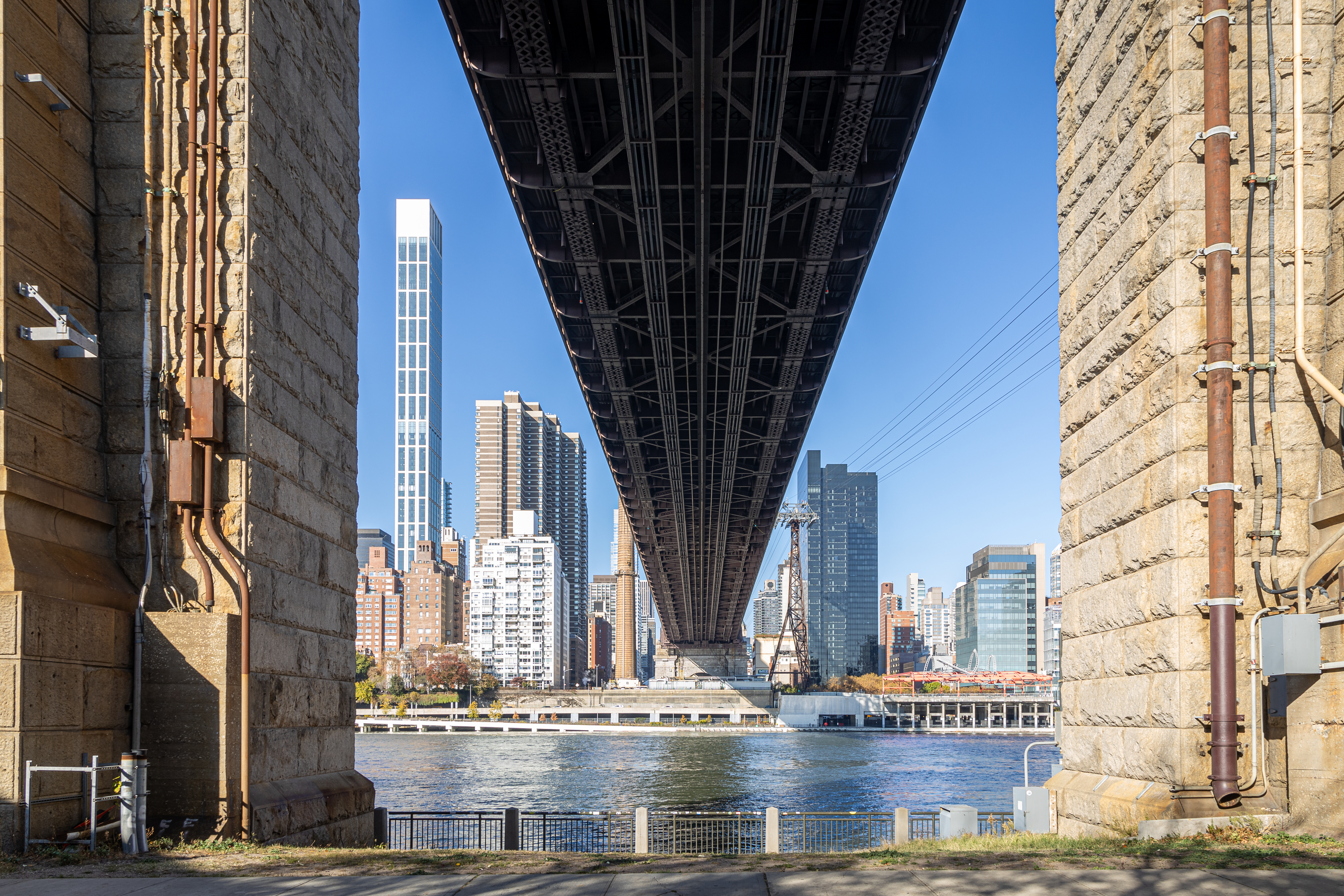
Blick unter der Brücke von Roosevelt Island nach Manhattan, links Wohnturm Sutton 58
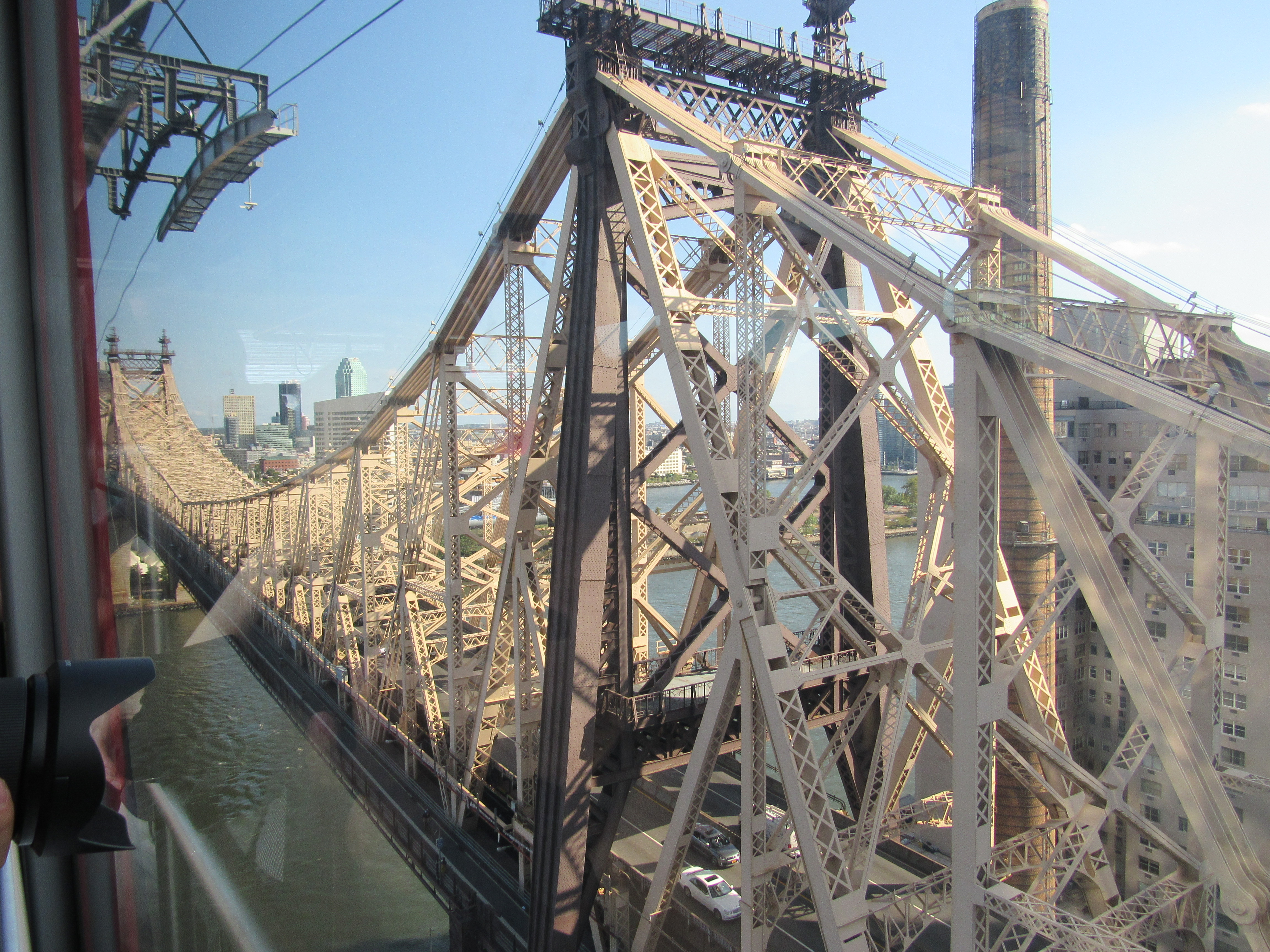
Blick aus Luftseilbahn auf Pylon und Obergurte
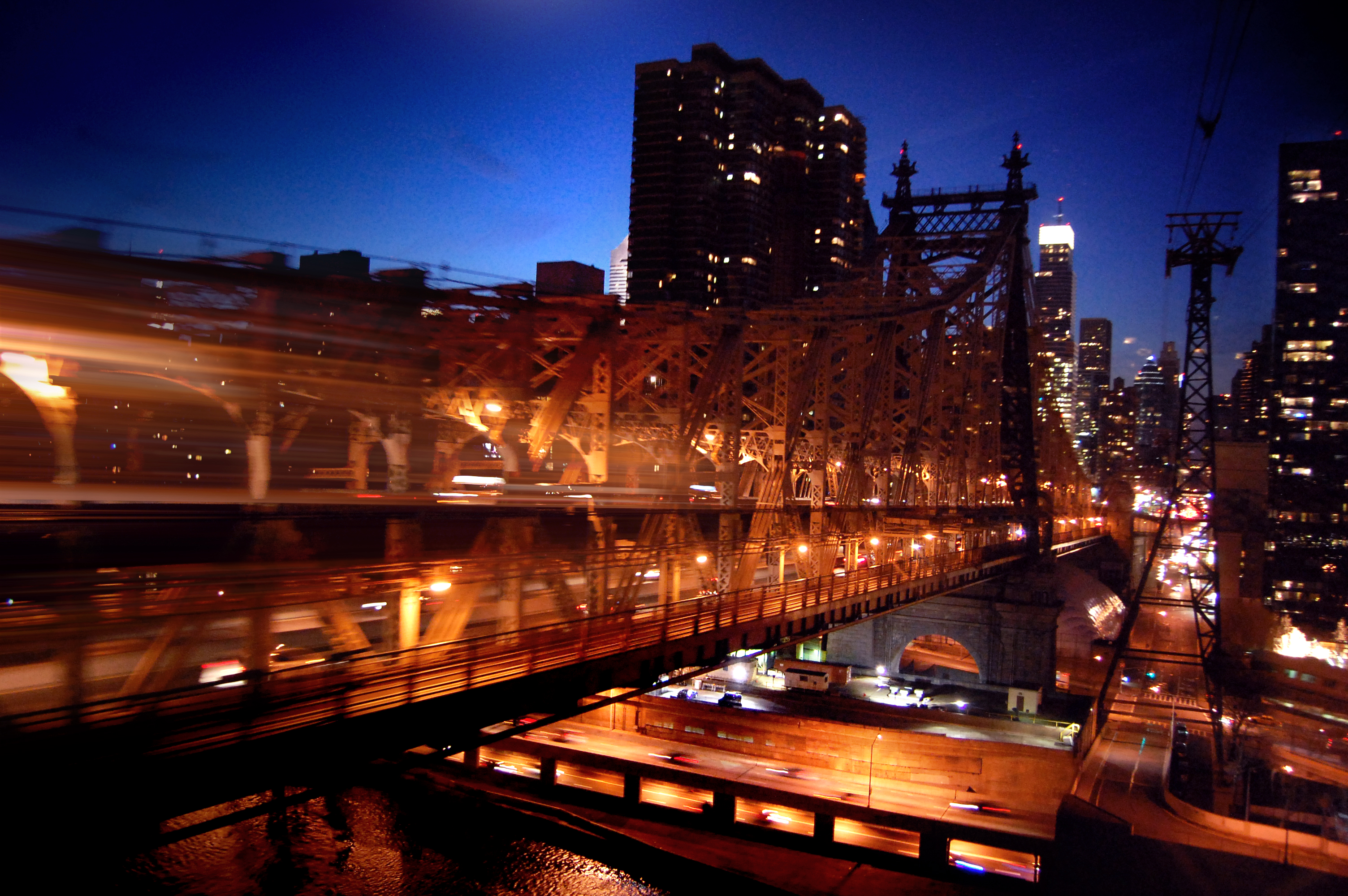
Beleuchtung der zwei übereinander angeordneten Brückendecks

### Verkehr

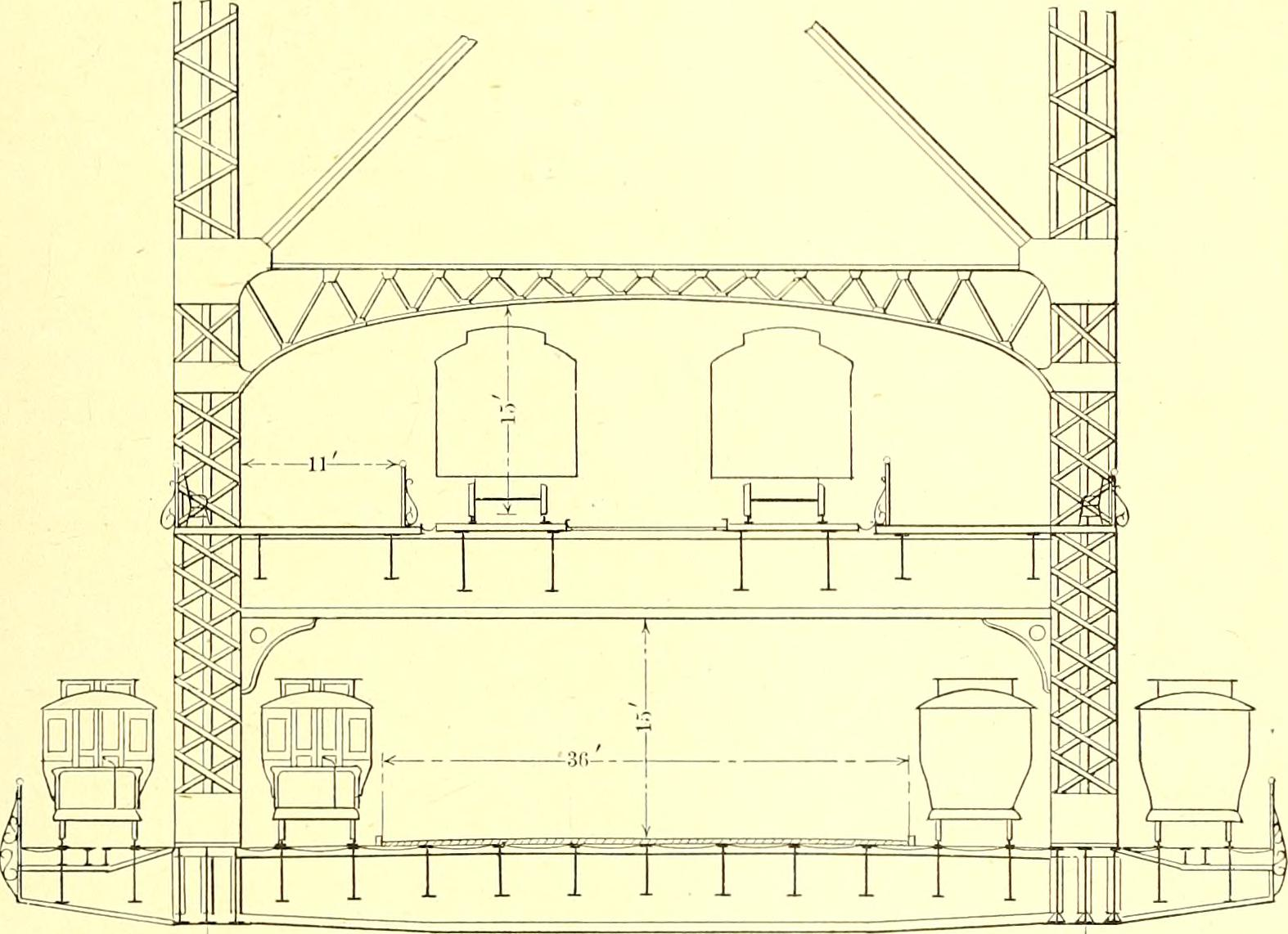
Querschnitt durch das Profil der Brücke wie bei der Planung vorgesehen

Ursprünglich hatte die Queensboro Bridge auf dem oberen Brückendeck zwei Gleise für die Hochbahn und je zwei Fahrbahnen für Kraftfahrzeuge und Fußgänger. Das untere Deck hatte zunächst vier Straßenbahngleise und vier Fahrspuren für Fahrzeuge. Die zwei inneren Straßenbahngleise wurden als erste entfernt und in Fahrspuren umgewandelt. Die Hochbahngleise wurden 1942 entfernt, nachdem in Manhattan die klassische Hochbahn IRT Second Avenue Line stillgelegt worden war und U-Bahnen in Tunneln die Verbindung nach Long Island City sicherstellten.
Auf den zwei äußeren Straßenbahngleisen fuhr bis 1957 der Queensboro Bridge Trolley Shuttle. Dessen frühere Gleistrasse auf der Nordseite des unteren Decks ist seit 2000 ein 3 m (10 ft) breiter Weg, zunächst für Fußgänger und Radfahrer, seit 2025 als reiner Radweg. Das New York City Department of Transportation gab im Mai 2025 die frühere südliche Gleistrasse als Fußgängerweg frei. Seitdem gibt es vier Spuren für Kraftfahrzeuge auf dem unteren und vier auf dem oberen Deck.
Die Queensboro Bridge war die erste Straßenverbindung zwischen Manhattan und Queens und leitete die rasante Entwicklung des bis dahin weitgehend ländlichen Stadtbezirks Queens ein. 1930 erhielt sie einen Aufzug, mit dem Personen und Fahrzeuge hinunter zur damals Welfare Island genannten Insel transportiert werden konnten, die davor nur per Schiff erreichbar war. Der Aufzug war bis 1955 in Betrieb, als die Straßenbrücke Roosevelt Island Bridge zwischen Queens und der Insel eröffnet wurde.
Seit 1979 steht die Luftseilbahn Roosevelt Island Tramway unmittelbar neben der Queensboro Bridge, um den öffentlichen Personenverkehr zwischen Manhattan und der Insel abzuwickeln.

## In der Populärkultur
Literatur

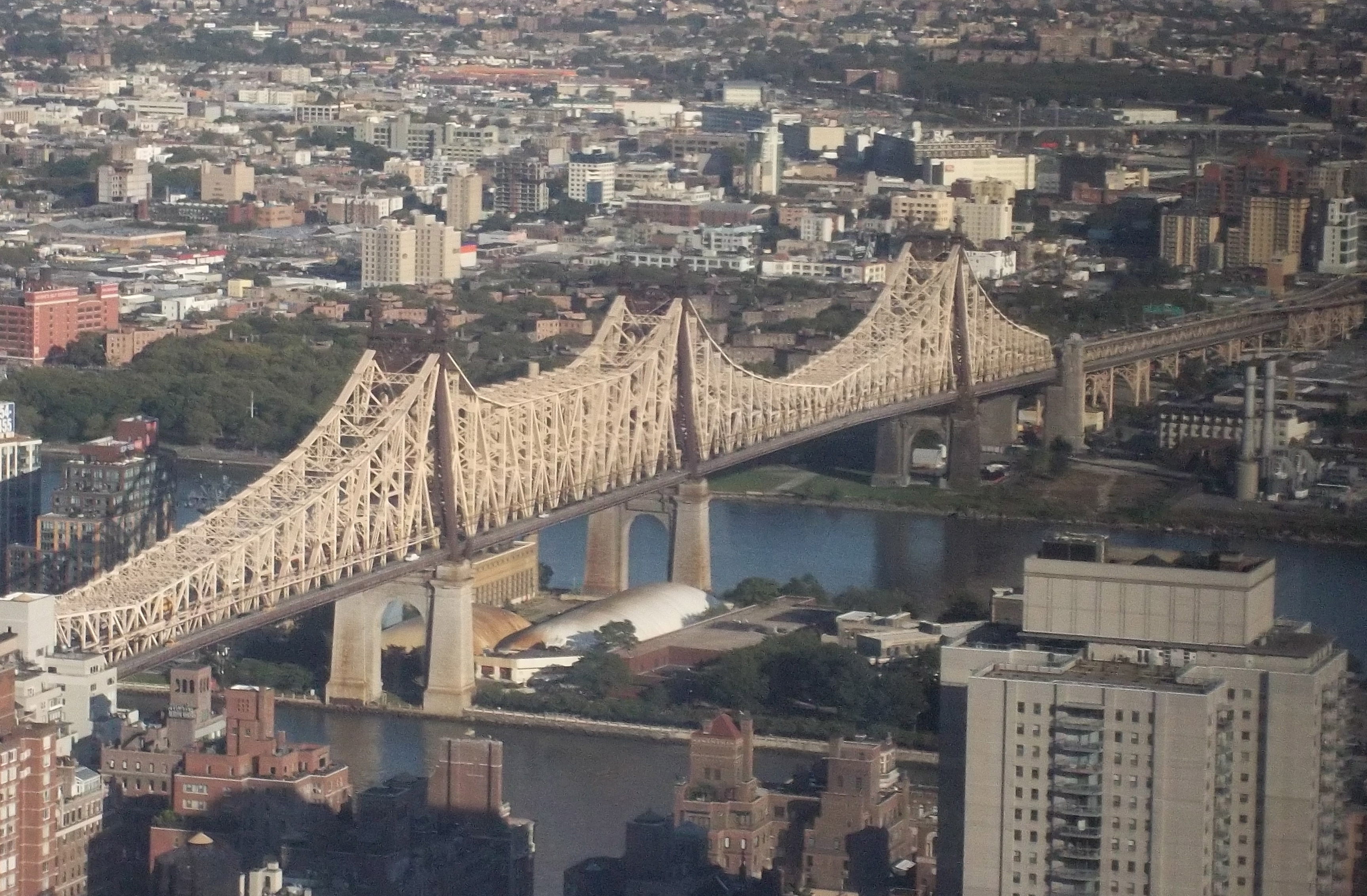
Vom 56. Stock des Citigroup Center in Manhattan aus gesehen

- In F. Scott Fitzgeralds Roman Der große Gatsby erwähnt die Figur Nick Carraway die Brücke und den Blick auf die Stadt New York von der Brücke aus.

Musik
- Der Titel des Simon-&-Garfunkel-Songs The 59th Street Bridge Song (Feelin’ Groovy) vom Album Parsley, Sage, Rosemary and Thyme bezieht sich auf die Queensboro Bridge.

Musikvideo
- Billy Joels Videoclip für seinen Song You're Only Human (Second Wind) aus dem Jahre 1985 wurde auf der Brücke gedreht.

Film
- In Woody Allens Spielfilm Manhattan (1979) sitzen die Hauptfiguren auf einer Bank unterhalb der Brücke. Diese Szene wurde im Filmposter verwendet.
- Im Spielfilm New Jack City (1991) spielt die Anfangsszene auf der Brücke.
- Im Spielfilm Spider-Man stellt der Grüne Kobold Spider-Man auf dieser Brücke vor eine Entscheidung, indem er Mary Jane Watson und eine Sesselbahn voller Kinder fallen lässt.

Serie
- In der Sitcom King of Queens wird im Intro die Brücke erwähnt.

## Weiterführende Informationen